# Vourukaša
Vourukaša est un océan paradisiaque dans le zoroastrisme. Il a été créé par Ahura Mazda et en son centre se situe Harvisptokhm, l'« arbre de toutes les graines ». Selon le Vendidad, Ahura Mazda aurait déversé les eaux de Vourukaša sur la Terre afin de la nettoyer et aurait ensuite écoulé les eaux vers la mer Puitika, plus tard interprété comme le phénomène des marées. Vourukaša est ainsi associé au golfe Persique et Puitika au golfe d'Oman.